# Мельнянский сельский совет (Конотопский район)
Мельнянский сельский совет (укр. Мельнянська сільська рада) — входит в состав
Конотопского района
Сумской области
Украины.
Административный центр сельского совета находится в 
с. Мельня
.

## Населённые пункты совета
- с. Мельня